# فلوكابيولاري
فلوكابيولاري (بالإنجليزية: Flocabulary) هي شركة مقرها في بروكلين تقوم بإنشاء الأغاني التعليمية الهيب هوب ومقاطع الفيديو والمواد الإضافية للطلاب في الصفوف من رياض الأطفال وحتى الصف الثاني عشر. تأسست عام 2004 بواسطة بليك هاريسون وأليكس رابابورت تتخذ الشركة نهج غير تقليدي لتدريس المفردات و تاريخ الولايات المتحدة والرياضيات والعلوم ومواضيع أخرى من خلال دمج المحتوى في سجلت الراب. يحتوي موقع فلوكابيلارى على مقاطع فيديو وخطط دروس وأنشطة وتقييم أو مع الأغاني.
أكدت الشركة على التواصل مع المدارس المحرومة في قراراتها التجارية. اعتبارًا من عام 2015، تستخدم أكثر من 35000 مدرسة منتجات فلوكابيلارى في الفصل الدراسي. تم الثناء على فلوكابيلارى من قبل مغني الراب سنوب دوغ، الأمين العام للأمم المتحدة بان كي مون and historian هوارد زين، ولاقت منتجات الشركة استحسانًا بشكل عام من قبل المعلمين والصحافة. ومع ذلك، فقد تعرض المشروع لانتقادات بسبب عدم أصالته الثقافية المتصورة.

## تاريخ الإنشاء
تصور بليك هاريسون فكرة فلوكابيولاري أثناء وجوده في المدرسة الثانوية. مستوحى من فناني الهيب هوب مثل أوتكاست وأ ترايب كولد كويست، أراد هاريسون الجمع بين سهولة الاحتفاظ بكلمات الهيب هوب والمحتوى التعليمي. تخرج هاريسون من جامعة بنسلفانيا بدرجة فيالإنجليزية. ثم انتقل إلى سان فرانسيسكو، حيث التقى بأليكس رابابورت، خريج الموسيقى من جامعة تافتس. شارك هاريسون فكرته مع رابابورت، وفي عام 2004 قام الاثنان بعملنسخة تجريبية (موسيقى) تسجيل أغنيتين بإجمالي 80 كلمة سات. في غضون شهرين ملاحظات سبارك جعل الأغاني متاحة مجانًا وسائط متدفقة، وبعد ذلك بقليل أنشأ هاريسون ورابابورت موقع فلوكابيلاري على الويب. نشرت سايدر ميل الصحافة كتبت فلوكابيولاري ووزعتها من خلال ستيرلينغ للنشر لبيع الكتاب في بارنز ونوبل ومجموعة الحدود المتاجر. باعت «منهج الهيب هوب لمفردات SAT»10000 نسخة في عامها الأول من النشر وتمت إعادة طبعها خمس مرات. في 2005 ذهبت فلوكابيلارى في جولة ترويجية للحفلات الموسيقية في المدارس.
بحلول أوائل عام 2006، بدأت فلوكابيلارى النشر الذاتي لمنتجاتها. جمع هاريسون والـ رابيبورت 50000 دولار من العائلة والأصدقاء وبدأوا زيارة المدارس والمؤتمرات التعليمية لبيع منتجاتهم. دخلت فلوكابيلارى في مسابقة شركة ناشئة في كلية كولومبيا للأعمال وفازت بجائزة القيمة الاجتماعية. بعد ان شارك هاريسون ورابابورت في برنامج استشارات الأعمال التعاوني مع طلاب جامعة كولومبيا، وقرروا إيقاف النشر الذاتي وعادوا إلى Cider Mill. جمعت فلوكابيلارى 110 آلاف دولار من المستثمرين ووظفت 30 مندوبي مبيعات. في سبتمبر 2007، تم إصدار مجموعة من منتجات فلوكابيلارى تسمى "Word Up" لتعليم اختبار قياسي مفردات.
كلمة Up! أثبتت نجاحها وساعدت في مضاعفة إيراداتها السنوية في عام 2008 لتصل إلى 600000 دولار. إصدارفلوكابيلارى لعام 2007 «شكسبير هو هيب هوب» عرض مساهمات موسيقية وغنائية لعدد من فناني الهيب هوب، بما في ذلك جائزة جرامي - الفائز 9 عجب. في عام 2008، أنشأ هاريسون ورابابورت الأسبوع في الراب وهي سلسلة أسبوعية من الأغاني التي غطت الأحداث الجارية بما في ذلك الانتخابات الرئاسية لعام 2008 ونتائج 2008 كاليفورنيا اقتراح 8 بحلول عام 2009، حقق فلوكابيلارى عائدًا سنويًا قدره 900000 دولار.
يقول رابابورت أنفلوكابيلارى جعلت الوصول إلى منتجاتها أولوية على الربحية، قائلاً: "أردنا الوصول إلى الأطفال الذين قد لا يصلون أبدًا إلى SATs، الذين لم تكن عائلاتهم تشتري الكتب في بارنز ونوبل. وفقًا لـرابابورت، جعلت فلوكابيلارى" المسؤولية الاجتماعية قيمة أساسية للشركة ولم تدع تطغى عليها أهدافنا المتعلقة بالإيرادات،" و، "نحن نحاول جعل هذا في متناول الجميع قدر الإمكان، لأنه للأسف المدارس التي لديها أموال ليست بالضرورة المدارس التي تحتاج إلى فلوكابيلارى. لذلك نحاول العمل مع بعض المنظمات الحكومية والجمعيات الخيرية الأخرى لإدخال هؤلاء حقًا في المدارس التي تحتاج إليها. " تضمنت المشاريع الاجتماعية غير الربحية لـ فلوكابيلارى التبرعات الخيرية والتواصل مع المدارس المحرومة. في عام 2016، دخلت فلوكابيلارى في شراكة مع الأمم المتحدة لإنتاج فيديو يروج لأهداف الأمم المتحدة أهداف التنمية المستدامة لتحسين العالم بحلول عام 2030.
في سبتمبر 2010، تم تأجيل استخدام فلوكابيلارى في مدارس أوكلاهوما سيتي العامة بعد أن أعرب العديد من المعلمين عن قلقهم بشأن بعض كلمات الأغاني في البرنامج. أثارت كلمات أغنية «الرجال البيض الميت القديم» شكاوى حول الإشارة إلى الآباء المؤسسين للولايات المتحدة على أنهم ذكور بيض ميتون، وهو مصطلح يستخدم لانتقاد التركيز غير المتكافئ الملحوظ على مساهمات الذكور الأوروبيين التاريخيين. كلمات أغنية «أو دي دبليو.م.» قارن أيضًا سياسة أندرو جاكسون الخاصة بإبعاد الهند عن الحل النهائي لأدولف هتلر. رد رابابورت أن المواد تهدف إلى إبقاء الطلاب متفاعلين وتعزيز المناقشة، لكن الشركة منذ ذلك الحين استبدلت الأغنية على موقعها. قال تاكر كارلسون إن فلوكابيلارى كان «مخططًا سريعًا للتعلم» يتجاهل «السياق التاريخي أو الدقة»، وقال «لا توجد حتى الآن دراسات مستقلة تثبت أن موسيقى الراب حول الدراسات الاجتماعية هي تعليمية أكثر من موسيقى الراب حول الجنس أو القتال بالأسلحة النارية.»
بحلول يونيو 2016، عندما جمعت فلوكابيلارى مبلغ 1.5 مليون دولار من الأوراق النقدية القابلة للتحويل من إعادة التفكير في التعليم، أنتجت الشركة أكثر من 725 مقطع فيديو تعليمي لموسيقى الراب. تعاونت مدارس مدارس أتلانتا العامة معفلوكابيلارى في عام 2016 في سلسلة من معارك موسيقى الراب التاريخية حيث كتب الطلاب وقاموا بأداء أغانيهم الخاصة حول الشخصيات التاريخية المستوحاة من فلوكابيلارى وبرودواي الموسيقية في هاميلتون.

## الأستقبال
تلاحظ سكول لايبراري جورنال أن «الأغاني الجذابة فلوكابيلارى تربط طلاب K-12 بطريقة لا تستطيع الكتب المدرسية أن تفعلها.» زار مراسل لصحيفة وول ستريت جورنال الفصول الدراسية حيث تم استخدام فلوكابيلارى ولاحظ ذلك، «متى طرح معلمو الصف الثالث أسئلة حول مقاطع الفيديو والمفردات، ولم تكن المشكلة في جعل الأطفال يرفعون أيديهم ولكن في إهمالهم.» كتب مراسل لشركة فاست كومباني أنه«كمكمل للدرس، يحصل على الوظيفة تم - ليست كل أداة ذاكرة تلهم التعليقات مثل»JAMMIN«على YouTube.» وصف BuzzFeed سلسلة من مقاطع الفيديو فلوكابيلارى التي تم إنشاؤها لشهر التاريخ الأسود، وهي«أروع طريقة للتدريس». أيد الأكاديميان هوارد زين وكورنيل ويست الهيب هوب تاريخ الولايات المتحدة. أفاد مينشفيل هاي أن استخدام فلوكابيلارى زاد من درجات اختبار SAT من 420 إلى 477، على الرغم من أن المدير قال إن المدرسة لا يمكنها التحقق من مدى تأثيرفلوكابيلارى أو عدم تأثيره. أظهرت دراسة أجريت في ست ولايات أمريكية من قبل الرئيس السابق لجمعية القراءة الدولية روجر فار تحسنًا في مهارات القراءة والكتابة بين طلاب المدارس الإعدادية الذين درسوا باستخدام فلوكابيلارى. زادت الكفاءة بأكثر من 20 بالمائة. أعرب سنوب دوغ عن دعمه لمنتجات الشركة. عندما قدم فنانا فلوكابيلارى آيك راموس ونيتي سكوت عرضًا في الأمم المتحدة بمناسبة اليوم العالمي للسلام، أشاد الأمين العام للأمم المتحدة بان كي مون بالأداء ووصفه بأنه «عبقري».
يقول جاك روزنتال من صحيفة نيويورك تايمز أن فلوكابيلارى هو «مثال واحد على كيفية ارتباط مواقع الويب بذكريات الإستذكار كطرق لتعليم كلمات SAT لطلاب المدارس الثانوية.» في نوفمبر 2014 أطلقت مراسلة لورا إنتي على فيديو عن بطاقات الائتمان في سلسلة محو الأمية المالية في فلوكابيلارى «مباشرة وواضحة وجذابة بجنون.» تلاحظ وسائل الإعلام الحس السليم أن «إحدى أفضل ميزات فلوكابيلارى هي أن الأغاني تبدو مثل أغاني الراب الحقيقية وليست نسخة محرجة أغراض تعليمية. دقات الدعم والعينات جذابة ولا تُنسى وتحتوي مقاطع الفيديو على مزيج ممتع من لقطات الأسهم والرسوم المتحركة الأصلية ومقاطع الأخبار الحالية للأسبوع في الراب». في كتاب مدرسة البطولات الاربع: التعلم من خلال الصراع في الفصول الدراسية لموسيقى الهيب هوب والكلمات المنطوقة، بينما أشاد برونوين لو بالمفردات والبرامج المماثلة لدمج موسيقى الهيب هوب في المدارس الأمريكية، يجادل بأن فلوكابيلارى غير أصيل ثقافيًا ويشير إلى أساليب فلوكابيلارى كوسيلة للتحايل. وبالمثل، في حين أن كتاب مختارات الراب يدعم شكسبير هو الهيب هوب باعتباره «أداة فعالة ومسلية»، قال المؤلف إن فلوكابيلارى فشل في «إلقاء الضوء على التقاليد الشعرية المتميزة للراب.»

## روابط خارجية
- Flocabulary الموقع الرسمي